# Karmin
Karmin
Karmin er et kraftigt rødt farvestof af organisk oprindelse. Det udvindes af cochenillelus og indeholder carminsyre. Farvestoffet er godkendt i EU med nr. E-120. Det bruges i kosmetik og fødevarer. Tidligere blev det også brugt til at farve tøj. Karmin kan også anvendes til visse farvninger af mikroskopiske præparater.
Etymologi: Ordet kommer fra arabisk قرمز qirmiz, der er en afledning af ordet کرم kirm, orm et indoeuropæisk ord med samme rødder som worm og orm.
Karmin sælges, for eksempel, af ingrediensfabrikanten Chr. Hansen.